# 科里贝尔
科里贝尔（法語：Corribert，法語發音：[kɔʁibɛʁ]）是法国马恩省的一个市镇，属于埃佩尔奈区。

## 地理
科里贝尔（48°56'35"N, 3°46'3"E）面积9.71 平方千米，位于法国大東部大區马恩省，该省份为法国东北部内陆省份，北起阿登省，西北接埃纳省，西南接塞纳-马恩省，南至奥布省，东南接上马恩省，东临默兹省。
与科里贝尔接壤的市镇（或旧市镇、城区）包括：勒拜济勒、拉科尔、拉沙佩勒苏索尔拜、布里地区马勒伊、蒙莫尔-吕西、叙济勒弗朗。

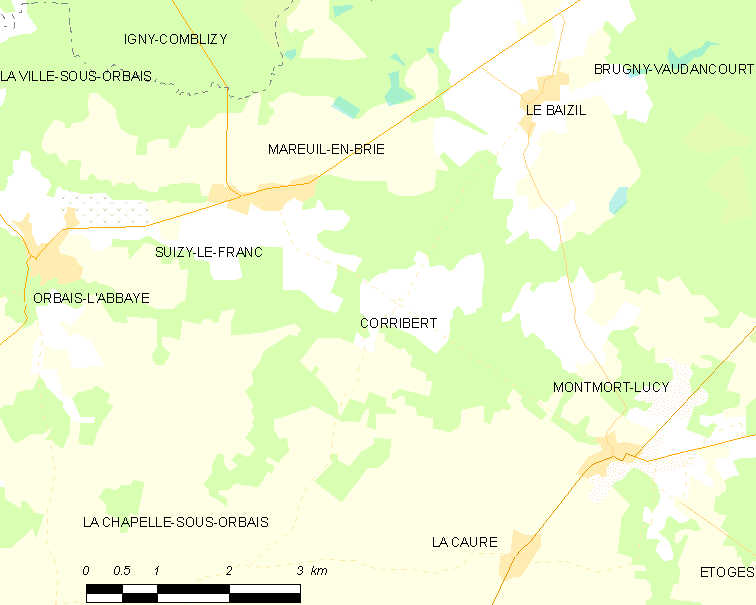
科里贝尔的OSM定位图

科里贝尔的时区为UTC+01:00、UTC+02:00（夏令时）。

## 行政
科里贝尔的邮政编码为51270，INSEE市镇编码为51174。

## 政治
科里贝尔所属的省级选区为多尔芒-香槟景县。

## 人口

1962-2008年间科里贝尔人口变化图示

科里贝尔于2022年1月1日时的人口数量为64人。